# Artem Butenin
Artem Oleksijovyč Butenin (ukrajinsky Артем Олексійович Бутенін, * 3. říjen 1989 v Kyjevě) je ukrajinský profesionální obránce, který v současné době působí v FK Dynamo Kyjev.

## Klubová kariéra
Artem Butenin začal svoji kariéru v rodném FK Dynamo Kyjev, odkud zamířil do rezervního týmu FK Dynamo Kyjev B. Zde odehrál 4 sezony, načež na následující dvě byl poslán hostovat do týmu FK Volyn Luck. V létě 2012 odešel na další hostování tentokrát do českého klubu FC Slovan Liberec. Po půl roce se vrátil zpět do Kyjeva.